# Borwinschule
Die Borwinschule ist eine integrierte Gesamtschule mit gymnasialer Oberstufe in Rostock. Im Schuljahr 2011/12 besuchten ungefähr 800 Schüler von der 5. bis zur 12. Klasse die Schule. Ihren Namen trägt sie nach Heinrich Borwin I., einem der ersten Fürsten der mecklenburgischen Linie.

## Geschichte
Als mit der Kröpeliner-Tor-Vorstadt ab Mitte des 19. Jahrhunderts ein Arbeiterviertel mit Mietshäusern gebaut wurde und immer mehr Familien das Viertel bezogen, wurde der Bau von Schulen erforderlich. Die Borwinschule wurde als Knabenschule gegründet und war eine der sechs großen Schulen, die in der Zeit von 1892 bis 1916 in Rostock gebaut wurden, um die schlechte Qualität des Schulunterrichts mit teilweise Klassengrößen von über 50 Schülern zu verbessern. Richtfest war am 7. November 1911, der Unterricht wurde am 8. Oktober 1912 aufgenommen. Die Einweihung vollzog der Rostocker Oberbürgermeister Adolf Becker, erster Leiter war der Hauptlehrer Albert Wolff. Es wurden anfangs ungefähr 680 Jungen von 14 Lehrern unterrichtet. Nach der Machtergreifung der Nationalsozialisten 1933 wurde die Schule in Clausewitzschule umbenannt. In der Nacht vom 20. zum 21. April 1943 wurde die Schule von Bomben getroffen, der Dachstuhl und die obere Etage wurden zerstört, andere Gebäudeteile zum Teil schwer beschädigt.
Nach dem Ende des Zweiten Weltkriegs wurde der Schulbetrieb als Knabenschule wieder aufgenommen, das Dach war als Flachdach gesichert. Die Schule erhielt ihren alten Namen Borwinschule wieder. Von 1949 bis 1951 gab es eine Abiturstufe, bevor durch die zentralistische Schulpolitik eine Zusammenführung aller Abiturienten in die Goetheschule erfolgte. Wegen der hohen Schülerzahlen und der vielen zerstörten oder beschädigten Schulen wurde auch in der Borwinschule ein Schichtbetrieb eingerichtet und als eine der letzten Schulen Rostocks erst 1972 wieder eingestellt. Seit Mitte der 1960er Jahre wurde die Trennung in Knaben- und Mädchenschulen aufgehoben. Nach dem Schuljahr 1989/90 und der politischen Wende wurde die Schule aufwendig rekonstruiert und saniert, das Dach erhielt seine ursprüngliche Form und der Dachreiter mit der Uhr wurde wieder aufgesetzt. Im Schuljahr 1992/93 erfolgte die Wiederinbetriebnahme als Gesamtschule.
Die Schule besteht aus drei Gebäuden. Die Klassen 7–12 werden im Hauptgebäude Am Kabutzenhof 8 unterrichtet, die Jahrgänge 5 und 6 dagegen im Gebäude „Elisabethwiese“ (Elisabethstraße 27). Die Schule verfügt in einem Nebengebäude über eine Aula, die auch für schulfremde Veranstaltungen genutzt wird.
Das Hauptgebäude Am Kabutzenhof 8 ist als Einzeldenkmal in die Denkmalliste Mecklenburg-Vorpommerns eingetragen.
Bekannter ehemaliger Schüler, wenn auch nicht Absolvent der Borwinschule ist der ehemalige Finanzminister und Minister für Bildung, Wissenschaft und Kultur Mecklenburg-Vorpommerns, Mathias Brodkorb (SPD).

## Trivia
Die Borwinschule ist Mitglied der Aktion Schule ohne Rassismus. Die Paten dieser Aktion in der Borwinschule sind die Musiker Wyko, Angelo Kelly und der Schauspieler Ralph Kretschmar.
Jedes Jahr findet in Zusammenarbeit mit der Werkstattschule, dem Innerstädtischen Gymnasium und dem Musikgymnasium Käthe Kollwitz der Wettbewerb „Jugend debattiert“ statt.
Die Borwinschule feierte am 13. Oktober 2012 ihr 100. Jubiläum, woran zahlreiche ehemalige Schüler teilnahmen. Die Festveranstaltung fand im Auditorium maximum (kurz: Audimax) statt. Die Ehemaligen treffen sich auch jährlich beim sogenannten „Borwinesentreffen“.
Die Borwinschule verleiht jedes Jahr im April ihren Schuleigenen Preis, den „Borwin“, angelehnt an den „Oscar“. Er wird u. a. in den Kategorien „Noten“, „Engagement“ und „Team“ verliehen.